# Gruppo operativo-tattico "Odesa"
Il Gruppo operativo-tattico "Odesa" (in ucraino Оперативно-тактичне угруповання «Одеса»?, Operatyvno-taktyčne uhrupovannja «Odesa», OTU "Odesa"), è una formazione delle Forze terrestri ucraine, costituita durante l'invasione russa dell'Ucraina del 2022 e facente parte del Gruppo operativo-strategico "Tavrija", responsabile della costa ucraina nella regione di Odessa.

## Storia
In seguito allo scoppio dell'invasione su vasta scala dell'Ucraina da parte della Russia l'esercito ucraino ha subito una rapida e importante espansione, costituendo 4 cosiddetti "gruppi operativi-strategici" per supervisionare le operazioni di combattimento, i quali a loro volta comprendono diversi gruppi tattici creati ad hoc per settori particolari del fronte. Il Gruppo "Odesa" è stato costituito come uno dei quattro comandi operativo-strategici, ed era responsabile del fronte della regione di Cherson, divisa in due dal fiume Dnepr, e dell'unico sbocco sul mare rimasto all'Ucraina nella regione di Odessa.
In seguito al successo della controffensiva nell'Ucraina meridionale e al ritiro delle truppe russe da Cherson, a partire dal 2023 questo settore è stato interessato soltanto dal reciproco scambio di artiglieria fra le due sponde del Dnepr e dagli sbarchi delle forze ucraine volti a portare allo scoperto le riserve nemiche per poterle colpire una volta in movimento. Il Gruppo "Odesa" è quindi stato declassato da strategico a operativo e subordinato al Gruppo "Tavrija", che gestisce l'intero fronte meridionale, comprendente le regioni di Odessa, Mykolaïv, Cherson e Zaporižžja.

## Comandanti
- Maggior generale Eduard Moskal'ov (marzo 2023 - ottobre 2023)[7]
- Brigadier generale Andrij Hnatov (ottobre 2023 - aprile 2024)[8]
- Colonnello Valerij Vodolazs'kyj (aprile 2024 - in carica)[9]